# Fourqueux
Fourqueux és un municipi francès, situat al departament d'Yvelines i a la regió de Illa de França. L'any 2007 tenia 4.173 habitants.
Forma part del cantó de Saint-Germain-en-Laye, del districte de Saint-Germain-en-Laye i de la Comunitat d'aglomeració Saint Germain Boucles de Seine.

## Demografia

### Població
El 2007 la població de fet de Fourqueux era de 4.173 persones. Hi havia 1.460 famílies, de les quals 240 eren unipersonals (59 homes vivint sols i 181 dones vivint soles), 434 parelles sense fills, 676 parelles amb fills i 110 famílies monoparentals amb fills.
La població ha evolucionat segons el següent gràfic:
Habitants censats

### Habitatges
El 2007 hi havia 1.559 habitatges, 1.480 eren l'habitatge principal de la família, 19 eren segones residències i 60 estaven desocupats. 1.092 eren cases i 465 eren apartaments. Dels 1.480 habitatges principals, 1.193 estaven ocupats pels seus propietaris, 257 estaven llogats i ocupats pels llogaters i 29 estaven cedits a títol gratuït; 37 tenien una cambra, 99 en tenien dues, 135 en tenien tres, 240 en tenien quatre i 969 en tenien cinc o més. 1.308 habitatges disposaven pel capbaix d'una plaça de pàrquing. A 566 habitatges hi havia un automòbil i a 852 n'hi havia dos o més.

### Piràmide de població
La piràmide de població per edats i sexe el 2009 era:
| Homes | Edats   | Dones |
| ----- | ------- | ----- |
| 0     | 95 o +  | 0     |
| 0     | 90 a 94 | 0     |
| 0     | 85 a 89 | 16    |
| 12    | 80 a 84 | 16    |
| 20    | 75 a 79 | 16    |
| 64    | 70 a 74 | 56    |
| 68    | 65 a 69 | 72    |
| 104   | 60 a 64 | 104   |
| 144   | 55 a 59 | 140   |
| 188   | 50 a 54 | 200   |
| 232   | 45 a 49 | 244   |
| 148   | 40 a 44 | 176   |
| 120   | 35 a 39 | 148   |
| 64    | 30 a 34 | 92    |
| 76    | 25 a 29 | 76    |
| 168   | 20 a 24 | 116   |
| 220   | 15 a 19 | 232   |
| 140   | 10 a 14 | 220   |
| 184   | 5 a 9   | 168   |
| 72    | 0 a 4   | 72    |

## Economia
El 2007 la població en edat de treballar era de 2.759 persones, 1.756 eren actives i 1.003 eren inactives. De les 1.756 persones actives 1.622 estaven ocupades (923 homes i 699 dones) i 134 estaven aturades (66 homes i 68 dones). De les 1.003 persones inactives 179 estaven jubilades, 453 estaven estudiant i 371 estaven classificades com a «altres inactius».

### Ingressos
El 2009 a Fourqueux hi havia 1.441 unitats fiscals que integraven 4.246,5 persones, la mediana anual d'ingressos fiscals per persona era de 40.475 €.

### Activitats econòmiques
Dels 184 establiments que hi havia el 2007, 1 era d'una empresa alimentària, 1 d'una empresa de fabricació d'elements pel transport, 5 d'empreses de fabricació d'altres productes industrials, 11 d'empreses de construcció, 29 d'empreses de comerç i reparació d'automòbils, 1 d'una empresa de transport, 10 d'empreses d'hostatgeria i restauració, 17 d'empreses d'informació i comunicació, 4 d'empreses financeres, 16 d'empreses immobiliàries, 59 d'empreses de serveis, 21 d'entitats de l'administració pública i 9 d'empreses classificades com a «altres activitats de serveis».
Dels 30 establiments de servei als particulars que hi havia el 2009, 1 era una oficina d'administració d'Hisenda pública, 1 oficina de correu, 1 una oficina bancària, 1 autoescola, 1 paleta, 1 guixaire pintor, 1 fusteria, 1 lampisteria, 3 electricistes, 2 perruqueries, 1 veterinari, 8 restaurants, 6 agències immobiliàries, 1 tintoreria i 1 saló de bellesa.
Dels 6 establiments comercials que hi havia el 2009, 1 era una gran superfície de material de bricolatge, 1 una botiga de menys de 120 m², 1 una botiga de roba i 3 botigues de material esportiu.

## Equipaments sanitaris i escolars
L'únic equipament sanitari que hi havia el 2009 era una farmàcia.
El 2009 hi havia 1 escola maternal i 1 escola elemental.

## Poblacions més properes
El següent diagrama mostra les poblacions més properes.